# 기하급수적 성장

이 그래프는 지수 성장(녹색)이 선형(빨간색) 및 입방체(파란색) 성장을 모두 능가하는 방법을 보여준다.
선형 성장
입방체 성장
기하급수적 성장

기하급수적 성장(Exponential growth)은 시간이 지남에 따라 양이 증가하는 과정이다. 이는 시간에 따른 양의 순간 변화율(즉, 도함수)이 양 자체에 비례할 때 발생한다. 함수로 설명하면 지수 증가를 겪는 양은 시간의 지수 함수이다. 즉, 시간을 나타내는 변수는 지수이다(2차 성장과 같은 다른 유형의 성장과 대조적으로). 지수 성장은 로그 성장의 역수이다.
비례 상수가 음수이면 양은 시간이 지남에 따라 감소하고 대신 지수적 감쇠를 겪는다고 한다. 등간격을 갖는 이산 정의 영역의 경우, 함수 값이 기하학적 수열을 형성하기 때문에 기하학적 성장 또는 기하학적 감쇠라고도 한다.
시간 t가 불연속적인 간격(즉, 0, 1, 2, 3, ...의 정수배)으로 진행될 때 성장률 r에서 변수 x의 지수적 증가 공식은 다음과 같다.
{\displaystyle x_{t}=x_{0}(1+r)^{t}}
여기서 x0는 시간 0에서의 x 값이다. 이를 설명하기 위해 종종 박테리아 콜로니의 성장이 사용된다. 하나의 박테리아는 두 개로 분열하고, 각각은 스스로 분열하여 4개가 되고, 그 다음에는 8개, 16개, 32개 등이 된다. 증가하는 양은 계속 증가하는 박테리아 수에 비례하기 때문에 계속 증가한다. 이러한 성장은 바이러스 감염 확산, 복리로 인한 부채 증가, 바이럴 영상 확산 등 실제 활동이나 현상에서 관찰된다. 실제 사례에서는 초기 기하급수적 성장이 영원히 지속되지 않는 경우가 많으며, 대신 외부 요인으로 인한 상한으로 인해 결국 속도가 느려지고 물류 성장으로 전환된다.
"기하급수적 성장"과 같은 용어는 때때로 "빠른 성장"으로 잘못 해석된다. 실제로 기하급수적으로 성장하는 것은 사실 처음에는 천천히 성장할 수도 있다.

## 같이 보기
- 변화 가속화
- 점근 표기법
- 세포 생장
- 시간 복잡도
- EXPSPACE
- EXPTIME
- 하우스도르프 차원
- 변화 가속화
- 로지스틱 함수
- 멱법칙
- 멩거 스펀지
- 무어의 법칙